# Nunarput utoqqarsuanngoravit
Nunarput utoqqarsuanngoravit (tiếng Đan Mạch: Vort ældgamle land under isblinkens bavn, tiếng Việt: Ngươi, vùng đất cổ của chúng ta) là quốc ca của Greenland, một quốc gia tự trị của Vương quốc Đan Mạch. Lời bài hát được viết bởi Henning Jakob Henrik Lund và nhạc được sáng tác bởi Jonathan Petersen. Bài hát được chấp nhận chính thức vào năm 1916.